# Transformers

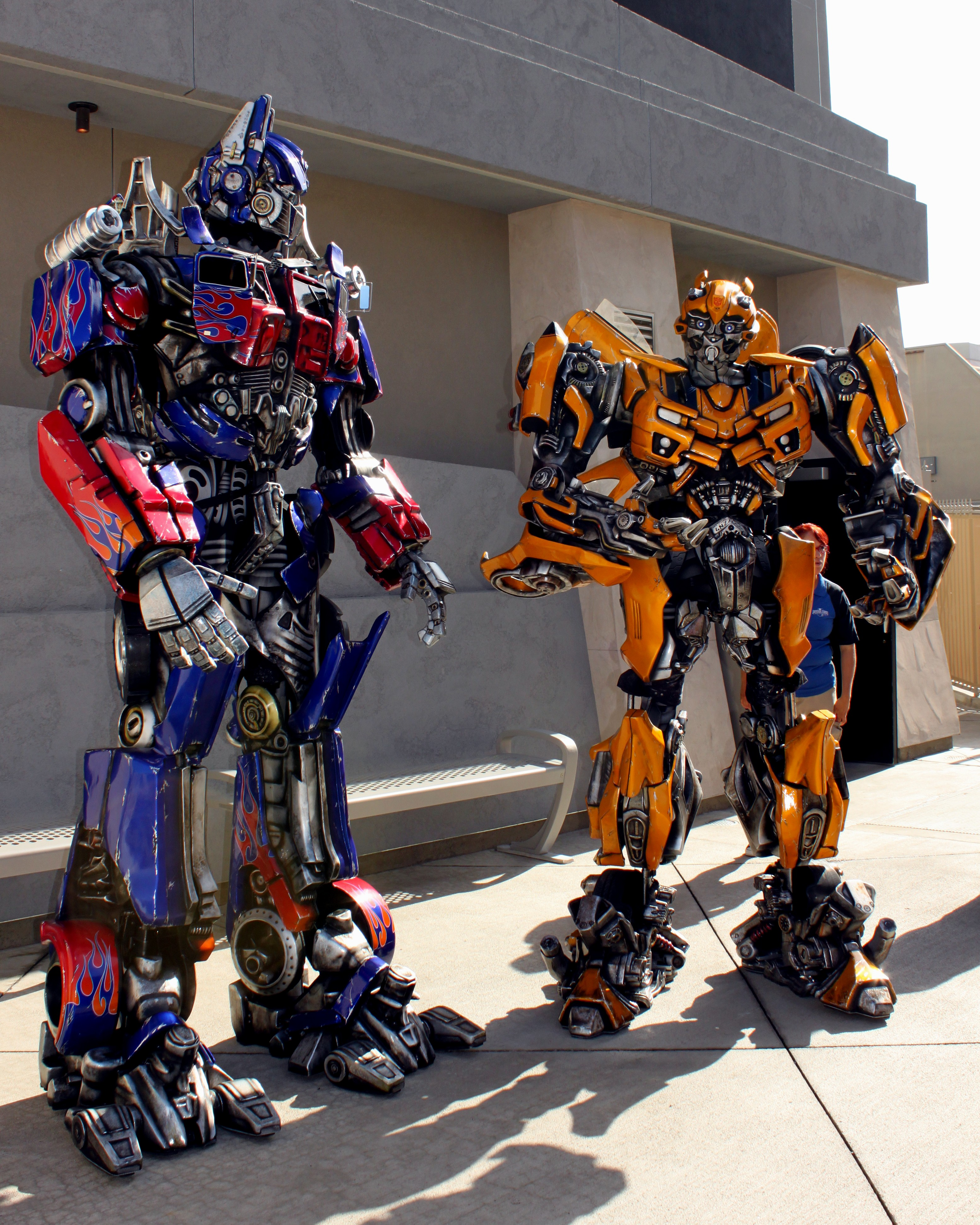
Optimus Prime e Bumblebee; Transformers na Universal Studios

Os Transformers são robôs alienígenas fictícios no formato humanoide, de uma franquia da Hasbro, capazes de transformar seus corpos em objetos inócuos (metamorfos), como veículos. Inicialmente lançado em 1984 como uma linha de brinquedos (bonecos).
A franquia tornou um sucesso em todo o mundo. Para dar suporte a essa nova linha, foram encomendados uma série em quadrinhos da Marvel Comics e desenhos animados. O sucesso levou a mais brinquedos e continuações, na mídia conta com séries como Cyberverse e Rescue Bots Academy, as animações digitais Beast Wars, Beast Machines, e Transformers: Cybertron, os animês Robots in Disguise, Transformers: Armada e Energon, o primeiro longa metragem animado em 1986 e o primeiro filme live action (blockbuster) em 2007 produzido por Steven Spielberg.

## História
Buscando novas aquisições, a Hasbro licenciou os bonecos produzidos pela companhia japonesa Takara Tomy — veículos que se transformavam em robôs. Mas para lançarem nos Estados Unidos, era necessário criar uma história, assim a empresa norte-americana Marvel foi contratada, criando a história de origem onde os robôs eram descendentes do deus Primus e dividindo-os em heróis e vilões.
Em 2010 a Hasbro, na tentativa de interromper a onda de reinicializações que começou em 2001, criou o Universo Alinhado, com a intenção de unificar todas as mídias Transformers em uma única continuidade. O nome dessa continuidade, porém, não é oficial; foi adotado pelos fãs após a Hasbro se referir a ele como uma "continuidade alinhada". No entanto, em 2019 a Hasbro encerrou o Universo Alinhado e então decidiu fazer um reboot na série cinematográfica e em suas animações.

## Séries animadas
- Transformers (1984): O primeiro desenho animado da franquia .
- Beast Wars (1996): A primeira série Transformers animada em CGI. É ambientada no mesmo universo que a série animada da década de 1980.
- Beast Machines (1999): A continuação de Beast Wars.
- Nova Geração (2000) - Chamado Transformers: Robots in Disguise nos Estados Unidos e Transformers: Car Robots (Transformers: Carros Robôs) no Japão: Anime com efeitos em CGI. Esta série foi um reboot, tinha como público alvo uma nova geração de crianças.
- Trilogia Unicron (2002): Três séries de anime, Armada (Chō Robotto Semetai Transformers: Micron Densetsu (Super Forma de Vida Robô Transformers: A Lenda de Micron no Japão) Energon (Transformers: Superlink) e Cybertron (Transformers: Galaxy Force). Primeira animação Transformers feita em parceira da Hasbro com a Takara, para ser lançada nos Estados Unidos da América e no Japão. Introduziu os Minicons. Esta série foi um reboot.
- Transformers Animated (2007): Animação em estilo cartoon, produzida no Japão, exibida pelo Cartoon Network. Lançada no mesmo ano do primeiro filme live action, foi influenciada pela série de filmes live-action mas não faz parte da continuidade alinhada. Terceiro reboot na década de 2000.
- Transformers: Rescue Bots (2012): Animação produzida pela Hasbro Studios, exibida pelo Discovery Family desde 2014 (The Hub em 2012 até 2014). Voltado para crianças em idade pré-escolar. É focado num grupo de Autobots que ajudam pessoas numa cidade pequena dos EUA. Faz parte do Universo Alinhado, mas por ser voltado para crianças pequenas os Decepticons não aparecem nesta série (porém são mencionados).
- Transformers: Prime (2013): Série em CGI produzida pela Hasbro Studios, derivada do game Transformers: War for Cybertron, exibido pelo The Hub. Voltado para crianças mais velhas e adolescentes. Faz parte da continuidade alinhada.
- Transformers: Robots in Disguise: Série em CGI produzida pela Hasbro Studios, a continuação do Transformers: Prime, exibida pelo Cartoon Network.
- Transformers: Cyberverse (2019): Série animada por computador baseada em cel shading. A série é um reboot, não sendo continuação das outras. Foi lançada no mesmo ano que o filme Bumblebee e devido a isso recebeu muita influência de alguns elementos do filme, como a amnésia de Bumblebee nos primeiros episódios.

## Histórias em quadrinhos
- Estados Unidos
  - Marvel Comics (1984–1993): The Transformers (80 edições)
  - Dreamwave Productions (2002–2005)
  - IDW (desde 2005)
- Brasil: As revistas em quadrinhos brasileiras antigas da Marvel Comics (das editoras Rio Gráfica e Editora Globo) e as novas da DreamWave (lançadas pela Editora Panini)
- Mangás: desde 1984
- Reino Unido
  - Marvel UK (1984–1991, 332 edições)

## Brinquedos
Os brinquedos Transformers têm sua origem mais remota nas linhas de robôs japoneses que se transformavam da Takara (Diaclones e Microman). Os primeiros produtos Transformers foram os brinquedos. Depois a Hasbro encomendou os tech specs, os quadrinhos da Marvel Comics e o desenho animado.
- 1984: A Hasbro, devidamente licenciada pela Takara, lançou os primeiros Transformers: 11 carros, três aviões, seis minicarros, cinco cassetes, um toca fita, um caminhão e uma arma, todos tirados dos Diaclones e Microman. Depois começaram a ser criados brinquedos originais para a série e os special teams (os novos times e sub-facções Autobots e Decepticons).[3]
- 1985: A Estrela lança os primeiros Transformers brasileiros.
- 1987: Criação dos Headmasters, Targetmasters e Duocons.
- 1988: Criação dos Pretenders, Seacons, Powermasters e Micromasters.
- 1992: Lançamento da linha Transformers: Generation 2.
- 1995: É criada uma nova linha Transformers: Beast Wars, agora licenciados para a Kenner.
- 1996: Mais uma linha Transformers é criada: Machine Wars.
- 1997: Novos produtos da linha Beast Wars são lançados: Fuzors e Transmetals.
- 1999: Lançamento dos Beast Wars Transmetals 2 e dos brinquedos das séries Beast Wars japonesas (Beast Wars Second e Beast Wars Neo). Criação da linha Beast Machines. A Estrela começa a importar Beast Wars para o Brasil.
- 2000: Lançamento de mais uma nova linha de Transformers japonesa: Transformers: Car Robots. A Estrela começa a importar Beast Machines para o Brasil.
- 2001: Relançamento, no Japão, de vários transformers clássicos. A Hasbro lança Car Robots nos Estados Unidos da América sob o nome Robots in Disguise.
- 2002: Lançamento de Armada nos Estados Unidos da América.
- 2003: Lançamento de Armada no Japão, sob o nome Micron Legend.
- 2007: Lançamento da linha do primeiro filme dos Transformers
- 2008: Lançamento nova da linha Transformers Animated
- 2009: Lançamento da linha do segundo filme dos Transformers, Transformers Revenge Of The Fallen
- 2010: Relançamento da linha do segundo filme dos Transformers conhecida como Transformers Hunt For The Decepticons
- 2011: Lançamento da linha do terceiro filme dos Transformers, Transformers Dark Of the Moon
- 2012: Lançamento da nova linha de Transformers Prime
- 2014: Lançamento da linha do quarto filme dos Transformers, Transformers Age Of Extinction
- 2015: Lançamento da nova linha de Transformers Robot in Disguise (2015)

## Filmes
- The Transformers: The Movie (1986): Longa-metragem animado, baseado na série original
- Transformers (2007): Filme em live-action, lançado em 4 de julho de 2007
- Transformers: Revenge of the Fallen (br: Transformers - A Vingança dos Derrotados / pt: Transformers - Retaliação) (2009): Continuação, lançado em 24 de Junho de 2009
- Transformers: Dark of the Moon (br: Transformers - O Lado Oculto da Lua) (2011): Continuação, lançado em 1 de julho de 2011
- Transformers: Age of Extinction (br: Transformers - A Era da Extinção) (2014): Continuação, lançado em 27 de junho de 2014
- Transformers: The Last Knight (br: Transformers - O Último Cavaleiro) (2017): Continuação, lançado em 20 de julho de 2017
- Bumblebee (br: Bumblebee) (2018): Reboot (reinicialização) da série, lançado em 25 de dezembro de 2018
- Transformers: Rise of the Beats (br: "Transformers: O Despertar Das Feras") (2023): Continuação de ("Bumblebee"), lançado em 8 de junho de 2023